# ルオンタイ県
ルオンタイ県（ルオンタイけん、ベトナム語：Huyện Lương Tài / 縣良才?）は、ベトナム社会主義共和国バクニン省の県。面積は101.2 km²、人口は103,156人（2003年）である。